# ریوتا آئوکی (بازیکن فوتبال، زاده ۱۹۹۶)
ریوتا آئوکی (ژاپنی: 青木 亮太؛ زادهٔ ۶ مارس ۱۹۹۶) یک بازیکن فوتبال اهل ژاپن است.
از باشگاه‌هایی که در آن بازی کرده‌است می‌توان به باشگاه فوتبال ناگویا گرامپوس، اشگاه فوتبال اومیا آردیجا و باشگاه فوتبال هوکایدو کونسادول ساپورو اشاره کرد.